# غباطیه
غباطیه (به عربی: غباطیة) روستایی فلسطینی، واقع در ۱۲ کیلومتری شمال غرب صفد بود.